# Cynètes

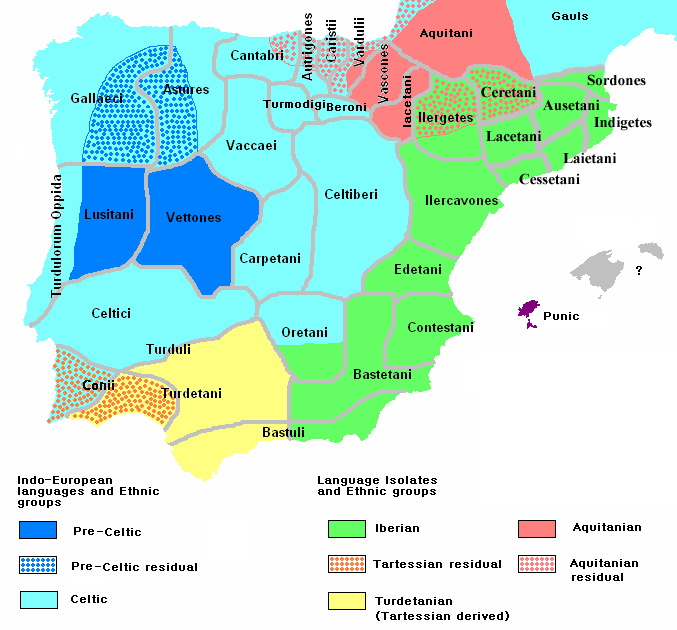
Péninsule ibérique avant la deuxième guerre punique.

Les Cynètes ou Conii était un peuple pré-Romain, présent dans la péninsule Ibérique sur le territoire des actuelles Algarve et Alentejo.
Ils sont mentionnés dans les sources antiques sous diverses appellations, principalement grecques et latines, dérivant de leurs noms de tribu : Cynetas/Cynetum, Kunetes, Kunetas et Kunesioi ou Cuneus, suivi par Konioi, Kouneon et Kouneous/Kouneoi.
Le nom de Conii est à rapprocher de celui de Cynesii, mentionné par Hérodote pour désigner un peuple non celte.

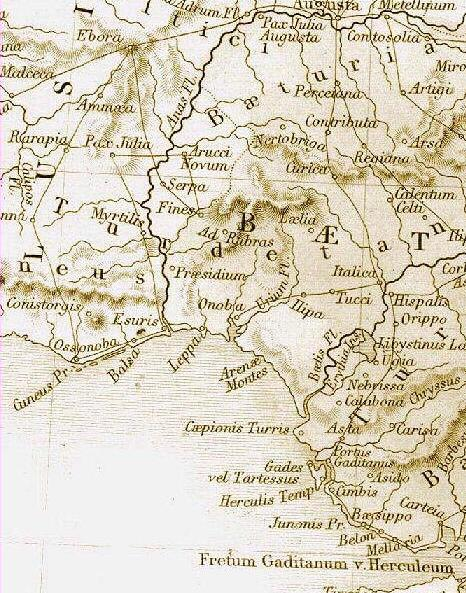
Conistorgis était situé au nord de Ossonoba (aujourd'hui Faro au Portugal).

La ville principale des Conii était nommée Conistorgis.